# Веленский (платформа)
Ве́ленский (бел. Веленскi) — остановочный пункт электропоездов в Пуховичском районе (Минская область, Беларусь).
Расположен в 69 километрах от Минска (станции Минск-Пассажирский) между станцией Пуховичи и о.п. Блужа (юго-восточное направление железнодорожной линии). 
Примерное время в пути со всеми остановками от ст. Минск-Пассажирский — 1 ч. 21 мин.; от ст. Пуховичи — 5 мин.
Непосредственно вблизи о.п. Веленский расположены только дачные участки (с/т «Веленский», «Веленский ветеран», «Ветеран» и др.). Ближайшими населенными пунктами являются деревни Новый Уборок (около 1 км. на запад от о.п.) и Мощёново (около 1,5 км. на восток).
В июле 2007 года здание билетной кассы платформы почти целиком сгорело в результате удара молнии. Позже корпус здания был выстроен заново.